# Teodoro Capriles
Teodoro Capriles Brandy (Caracas, Venezuela, 22 de junio de 1907 - † Caracas, 27 de enero de 1982), más conocido como Teo Capriles fue un destacado ciclista, atleta, cantante, pintor y nadador venezolano, medallista en distintas ocasiones en los juegos Centroamericanos y del Caribe y en los Juegos Bolivarianos. Como pintor realizó más de 300 obras, y como cantante es el intérprete original en el papel de Florentino de la obra La Cantata criolla de Antonio Estévez y fue solista durante muchos años del Orfeón Lamas.

## Ciclismo
Su primer gran logro en el ciclismo a nivel nacional fue el 26 de enero de 1936, cuando ganó la Carrera Caracas-Valencia, logrando un tiempo de cuatro horas y media para un recorrido de 160 kilómetros. Sin embargo fue campeón de fondo y velocidad, llegando a romper hasta nueve récords nacionales.
En mayo de 1936 fundó junto con otros venezolanos la Federación Venezolana de Ciclismo, en agosto de ese año viajó a Alemania, para participar en los Juegos Olímpicos de Berlín 1936, sin embargo no lo dejaron participar debido a que no cumplió con la fase eliminatoria, ya que en años anteriores Venezuela no tenía federación de ciclismo, ya que la misma había sido creada el 21 de mayo de 1936, por lo que tuvo que regresar a Venezuela sin poder participar.
Teo Capriles acudió con el equipo venezolano de ciclismo, a los IV Juegos Centroamericanos y del Caribe de Panamá. El 16 de febrero del 1938, en esos centroamericanos rompió el récord mundial a contrarreloj . Sin embargo, debido a que culminó su presentación  en la segunda posición de la tabla general con registro de 1:09.08, su marca no fue homologada como récord mundial. En esos mismos juegos, ganó la medalla de oro en la prueba de 100 kilómetros por equipo. Ese mismo año representó a Venezuela en los I Juegos Bolivarianos de Bogotá, en esos juegos, la delegación venezolana ganó 10 medallas de oro, de las cuales Capriles ganó 5. Las medallas fueron conseguidas en todas las modalidades de ciclismo, en las competencias de kilómetro contrarreloj, scratch de 1.000 metros, persecución individual en 4.000 metros, los 100 kilómetros de fondo, y la persecución por equipos junto a sus compañeros, Carlos de La Madriz, Pedro Aladé y Pedro González; conquistando su 5 medallas. Teo Capriles quedó en la historia como el primero en ganar una prueba de ciclismo en los Juegos Bolivarianos. Ese mismo año en diciembre logró el tercer lugar por equipos en el Sudamericano de Ciclismo realizado en Chile, hecho que se repetiría en 1941 en Montevideo, Uruguay.
También obtuvo una medalla de oro en los V Juegos Centroamericanos y del Caribe, celebrados en Barranquilla, Colombia en 1946 a la edad de 40 años.

## Canto
Fue un gran tenor, a pesar de no haber estudiado canto lírico, siendo el intérprete original en el papel de Florentino de la obra La Cantata criolla de Antonio Estévez y siendo el solista durante muchos años del Orfeón Lamas. Una de las grandes virtudes de Capriles era su magnífica memoria, se conocía de memoria toda la poesía de Alberto Arvelo Torrealba, también realizó una grabación 300 canciones recopiladas del maestro Vicente Emilio Sojo.